# Cuauthémoc Muñoz
Cuauthémoc Muñoz (nascido em 18 de maio de 1961) é um ex-ciclista olímpico mexicano. Representou sua nação nos Jogos Olímpicos de Verão de 1968, na prova de contrarrelógio por equipes (100 km).